# Tapacochana insignita
Tapacochana insignita is een hooiwagen uit de familie Gonyleptidae.